# Nimis
Nimis (Latin for "for meget") er en skulptur ved kysten i Kullaberg Naturreservat i Skåne i Sverige.
Skulpturen er lavet af af drivtømmer af kunstneren Lars Vilks, som også har lavet andre skulpturer i området.
Vilks begyndte konstruktionen af Nimis i 1980, og de svenske myndigheder har siden dengang krævet skulpturen fjernet flere gange, selvom den er blevet en populær turistattraktion.
Som protest mod myndighedernes forsøg på at fjerne Nimis har Lars Vilks erklæret området omkring Nimis for en selvstændig stat, Ladonia.
56°17′15.4″N 12°32′21.8″Ø / 56.287611°N 12.539389°Ø